# Jaime Yusept Espinal

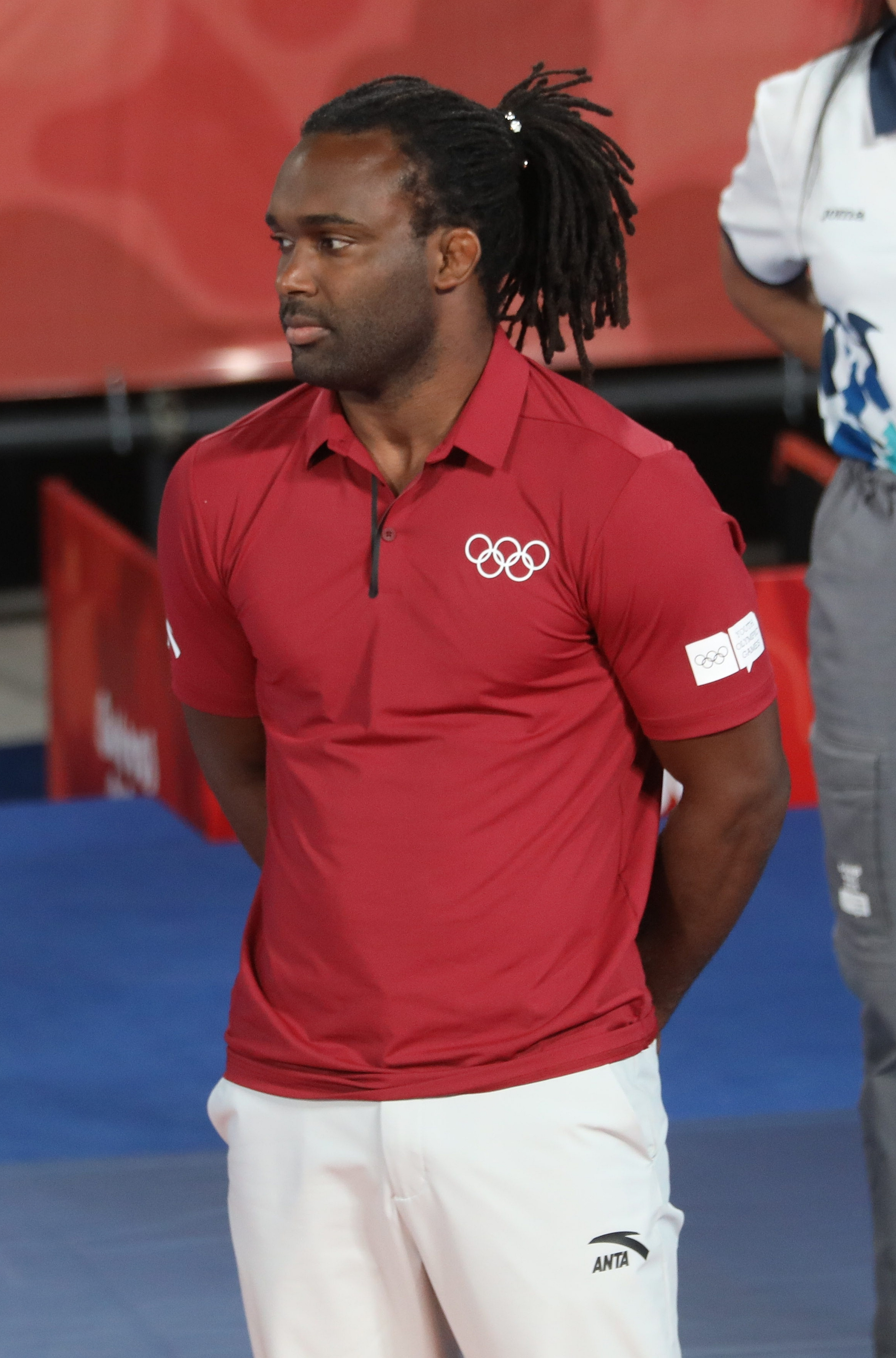
Jaime Yusept Espinal, 2018

Jaime Yusept Espinal (* 14. Oktober 1984 in Santo Domingo (Dominikanische Republik)) ist ein puerto-ricanischer Ringer. Er gewann bei den Olympischen Spielen 2012 in London eine Silbermedaille im freien Stil im Mittelgewicht.

## Werdegang
Jaime Yusept Espinal wurde in Santo Domingo in der Dominikanischen Republik geboren. Seine Eltern siedelten bald darauf nach Puerto Rico über und erhielten dort die Staatsangehörigkeit dieses Landes. Dort kam Jaime im Jahre 1994 zum Ringen. Er gehört jetzt dem Sportclub Sparta Bayamón au und wird von Pedro Rojas trainiert. Er ist 1,78 Meter groß, wiegt ca. 85 kg und ist Student an der University of Puerto Rico.
Auf der internationalen Ringermatte ist Jaime Espinal ein Spätstarter. Er bestritt seinen ersten internationalen Wettkampf erst im Alter von 23 Jahren bei der Weltmeisterschaft 2007 in Baku im Weltergewicht. Er musste dabei noch gehörig Lehrgeld bezahlen, schied nach Niederlagen gegen Machatsch Murtasalijew aus Russland und Krystian Brzozowski, Polen aus und belegte nur den 27. Platz.
In den folgenden drei Jahren konnte er bei den Pan Amerikanischen Meisterschaften jeweils eine Medaille erringen. 2008 belegte er in Colorado Springs den 3. Platz, 2009 in Maracaibo wieder den 3. Platz und 2010 in Monterrey sogar den 2. Platz.
Weniger erfolgreich war er allerdings bei den Weltmeisterschaften. 2009 kam er in Herning/Dänemark auf den 9. Platz und besiegte dabei im Mittelgewicht immerhin Miroslaw Gotschew aus Bulgarien und Theodossios Pawlidis aus Griechenland. 2010 schied er in Moskau nach einer Niederlage gegen Ibragim Aldatow aus der Ukraine schon nach den 1. Runde aus und landete auf dem 19. Platz. 2011 in Istanbul gelangen ihm wieder zwei Siege. Er schlug Pürweegiin Ösöchbaatar aus der Mongolei und Radosław Marcinkiewicz aus Polen, verlor aber dann gegen Armands Zvirbulis aus Lettland und belegte den 11. Platz.
Nachdem Jaime Espinal im Jahre 2008 die Qualifikation für die Olympischen Spiele in Peking nicht geschafft hatte, gelang ihm dies im Jahre 2012 durch einen 2. Platz hinter Humberto Arencibia Martinez, Kuba beim Turnier in Kissimmee Orlando/USA. Bei den Olympischen Spielen 2012 in London zeigte er dann seine beste Leistung in seiner bisherigen Ringerlaufbahn. Er besiegte dort Andrew Adibo Dick aus Nigeria, Dato Marsagischwili aus Georgien und Saslan Hatzyjeu aus Belarus und stand damit im Finale dem Weltmeister von 2011 Scharif Scharifow aus Aserbaidschan gegenüber, gegen den er allerdings chancenlos war und nach Punkten verlor. Der Gewinn der olympischen Silbermedaille ist aber ein großer Erfolg für ihn. Es war der erste Gewinn einer Medaille bei einer internationalen Meisterschaft für einen puerto-ricanischen Ringer überhaupt.

## Internationale Erfolge
| Jahr | Platz  | Wettbewerb                                              | Gewichtsklasse | Ergebnisse |
| 2007 | 26.    | WM in Baku                                              | Welter         | nach Niederlagen gegen Machatsch Murtasalijew, Russland und Krystian Brzozowski, Polen                                                               |
| 2008 | 3.     | Pan Amerikanisch Meisterschaft in Colorado Springs      | Welter         | hinter Iván Fundora Zaldívar, Kuba und Casey Cunningham, USA                                                                                         |
| 2008 | 16.    | Olympia-Qualif.-Turnier in Martigny/Schweiz             | Welter         | Sieger: Soslan Tigijew, Usbekistan vor Ashgar Ali Bazrighaleh, Iran                                                                                  |
| 2008 | 24.    | Olympia-Qualif.-Turnier in Warschau                     | Welter         | Sieger: Arsen Gitinow, Kirgisistan vor Ahmet Gülhan, Türkei                                                                                          |
| 2009 | 3.     | Pan Amerikanische Meisterschaft in Maracaibo            | Mittel         | hinter Reineri Salas Perez, Kuba und Eric Luedke, USA                                                                                                |
| 2009 | 9.     | WM in Herning/Dänemark                                  | Mittel         | nach Siegen über Miroslaw Gotschew, Bulgarien und Theodossios Pawlidis, Griechenland                                                                 |
| 2010 | 2.     | Pan Amerikanische Meisterschaft in Monterrey            | Mittel         | hinter Reineri Salas Perez, vor Jose Daniel Diaz Robertti, Venezuela und Donald Brown, Kanada                                                        |
| 2010 | 1.     | Central American and Caribbean Games in Mayaguez        | Mittel         | vor Jorlys Ariel Mosquera, Kolumbien und Jose Alberto Diaz, Venezuela                                                                                |
| 2010 | 19.    | WM in Moskau                                            | Mittel         | nach einer Niederlage gegen Ibragim Aldatow, Ukraine                                                                                                 |
| 2011 | 4.     | Dave-Schultz-Memorial International in Colorado Springs | Mittel         | hinter Omargadschi Magomedow, Belarus, Keith Gavin, USA und Atsushi Matsumoto, Japan                                                                 |
| 2011 | 5.     | Pan Amerikanische Meisterschaft in Rionegro (Kolumbien) | Mittel         | hinter Jose Albert Diaz, Keith Gavin, Jeff Adamson, Kanada und Humberto Arencibia Martinez, Kuba                                                     |
| 2011 | 3.     | Ion-Corneanu-Memorial in Târgoviște                     | Mittel         | hinter Cael Sanderson, USA und Dianis Balaur, Moldawien                                                                                              |
| 2011 | 11.    | WM in Istanbul                                          | Mittel         | nach Siegen über Pürweegiin Ösöchbaatar, Mongolei und Radosław Marcinkiewicz, Polen und einer Niederlage gegen Armands Zvirbulis, Lettland           |
| 2011 | 5.     | Pan Amerikanische Spiele in Guadalajara                 | Mittel         | hinter Jake Herbert, USA, Humberto Arencaiba Martinez, Jeff Adamson und Jose Daniel Diaz Robertti                                                    |
| 2011 | 7.     | FILA-Test-Turnier in London                             | Mittel         | Sieger: Scharif Scharifow, Aserbaidschan vor Soslan Kzojew, Russland                                                                                 |
| 2012 | 2.     | Cerro Pelado International in Havanna                   | Mittel         | hinter Humberto Arencaiba Martinez, vor Mack Lewnes, USA                                                                                             |
| 2012 | 2.     | Olympia-Qualif.-Turnier in Kissimmee Orlando/USA        | Mittel         | hinter Humberto Arencaiba Martinez, vor Adrian Antoine Jaoude, Brasilien und Jeff Adamson                                                            |
| 2012 | 3.     | Ion-Corneanu-Memorial in Targoviste                     | Mittel         | hinter Michael Manea, Rumänien und Stefan Cantir, Moldawien                                                                                          |
| 2012 | 1.     | Torneo Citta a Sassari                                  | Mittel         | vor Matthew Miller, Kanada, Salvatore Purpura, Italien und Andrei Frant, Rumänien                                                                    |
| 2012 | 3.     | Großer Preis von Deutschland in Dortmund                | Mittel         | hinter Albert Saritow und Magomedhadschi Chatijew, beide Russland                                                                                    |
| 2012 | Silber | OS in London                                            | Mittel         | nach Siegen über Andrew Adibo Dick, Nigeria, Dato Marsagischwili, Georgien und Saslan Hatzyjeu, Belarus und einer Niederlage gegen Scharif Scharifow |
| 2013 | 2.     | Golden-Grand-Prix in Sassari                            | Mittel         | hinter Ahmed Bilici, Türkei, vor Andrei Frant und Achmed Abujew, Frankreich                                                                          |

## Erläuterungen
- alle Wettbewerbe im freien Stil
- OS = Olympische Spiele, WM = Weltmeisterschaft
- Weltergewicht, bis 74 kg, Mittelgewicht, bis 84 kg Körpergewicht